# Рос Халфин
Рос Уилям Халфин (р. 1958) е един от най-добрите английски музикални и пътуващи фотографи. Той е снимал групи като Лед Цепелин, Rush, Мотли Крю, Полис, Деф Лепард, Айрън Мейдън, AC/DC, Блек Сабат, Аеросмит, Гънс енд Роузес, Кис, Металика, Дъ Ху, Роб Зомби, Pantera, ZZ Top и още много други. Негови снимки са публикувани в редица списания, вестници и книги.
Халфин започва кариерата си през 70-те, като нещатен фотограф за списание „Саундс“. Там той се сприятелява с набиращите сила хевиметъл групи Деф Лепърд и Айрън Мейдън и по-късно често ги снима. Той продължава кариарата си в американското списание Kerrang! и други известни британски списания, като Q, Mojo, Classic Rock и много други по целия свят. Често прави фотосесии на китариста на Лед Цепелин Джими Пейдж.
Халфин прекарва времето си между Лондон и Лос Анджелис и често снима световни музикални събития. За разлика от много други фотографи, Халфин (както сам признава) не изследва в дълбочина дигиталните технологии и все още снима с диапозитив или черно-бели ленти, а дигиталното оформление предпочита да оставя на помощника си Казио Хори.